# Maria Alexandrowicz
Maria Alexandrowicz (ur. 1894 (?) w Warszawie) – polska śpiewaczka, sopran.
Śpiewaczka odkryta została przez polskiego tenora Jana Reszke (który odtąd wspierał rozwój jej kariery). Następnie kształciła się w Paryżu, gdzie w 1913 r. zadebiutowała jako Gilda w operze Rigoletto. We Francji też najczęściej występowała na scenie: zwłaszcza w Operze Paryskiej, a także gościnnie w Operze w Monte Carlo i w Opéra-Comique, od lat 30. natomiast głównie we francuskich teatrach prowincjonalnych.
Początkowo wykonywała przede wszystkim partie przeznaczone na sopran koloraturowy, później raczej partie liryczne i dramatyczne. Do jej pierwszych występów scenicznych należało wznowienie Les Fêtes d’Hébé Jeana-Philippe'a Rameau (Monte Carlo 1914). Wśród ról w Operze Paryskiej odnotować można Królową Małgorzatę w Hugenotach Giacoma Meyerbeera (1913), Ofelię w Hamlecie Ambroise'a Thomasa (1919) oraz rolę tytułową w Thaïs Jules'a Masseneta (1922). W Opéra-Comique wystąpiła natomiast jako Tosca (1923).

## Nagrania
Po 1930 r. nagrania z jej głosem wydały wytwórnie HMV i Columbia.